# Porcellio haasi
Porcellio haasi är en kräftdjursart som beskrevs av Arcangeli1925. Porcellio haasi ingår i släktet Porcellio och familjen Porcellionidae. Inga underarter finns listade i Catalogue of Life.